# Demirhisar-Klasse
Die Demirhisar-Klasse war eine Zerstörerklasse der Türkischen Marine und eine Exportversion der I-Klasse der Royal Navy. Die vier Zerstörer der Klasse wurden 1938 von der Türkei in Großbritannien bestellt. Durch den Zweiten Weltkrieg wurden nur zwei Schiffe an den Besteller ausgeliefert, während die beiden anderen Schiffe von der Royal Navy (RN) übernommen wurden.

Von den RN-Schiffen überlebte nur eines den Krieg und wurde 1946 generalüberholt doch noch an die Türkei abgegeben, wo die drei Schiffe bis 1960 im Einsatz blieben.

## Geschichte der Klasse
Die Bauaufträge für die vier Zerstörer gingen an die Werften William Denny & Brothers in Dumbarton und Vickers in Barrow. Die Kiellegung der Schiffe erfolgten bei beiden Werften gleichzeitig für die von ihnen zu fertigen Schiffe. Im März 1939 begann Denny seine Aufträge unter den Baunummern 1342 und 1343, die die Namen Sultanhisar und Demirhisar erhalten sollten. Bei Vickers erfolgte die Kiellegung der Baunummern 747 und 748 am 24. Mai 1939, die die Namen  Muavenet und Gayret erhalten sollten.

Die Schiffe nahmen Namen von Schiffen der Osmanischen Marine aus dem Ersten Weltkrieg wieder auf. Den Namen Sultanhisar hatte von 1907 bis 1935 ein kleines Torpedoboot von 97 ts getragen, das 1915 im Marmarameer das australische U-Boot HMAS AE 2 stellte und zur Selbstversenkung zwang. Das Typschiff dieser in Frankreich gebauten Torpedoboot-Klasse hieß Demirhisar und ging am 16. April 1915 durch Strandung bei Chios verloren.

Die Namen der beiden anderen Zerstörer erinnerten an 1910 gelieferte Schichau-Zerstörer von 765 t. Die Muavenet-i Milliye hatte im Mai 1915 das britische Linienschiff Goliath an den Dardanellen versenkt. Das Schwesterboot Gayret-i Vataniye ging am 28. Oktober 1916 vor der bulgarischen Küste durch Strandung verloren.
Die Schiffe sollten nach den Plänen der britischen I-Klasse gebaut werden. Im Unterschied zu den 1937/38 fertiggestellten britischen Schiffe sollten sie allerdings nicht die bei diesen eingeführten Fünffach-Torpedosätze, sondern die bei den Vorserien erprobten Vierfach-Torpedosätze erhalten. Auch gab die britische Admiralität für die Exportbauten nicht das Feuerleitsystem der britischen Schiffe frei, so dass die türkischen Schiffe ein vereinfachtes System erhalten sollten.

Der Ausbruch des Zweiten Weltkrieges im September 1939 stellte den Weiterbau und die Ablieferung der Neubauten in Frage. Bei Ausbruch des Ersten Weltkrieges hatte die britische Regierung sofort die Beschlagnahme aller Neubauten für neutrale Staaten veranlasst. Dies hatte auch die Türkei/das Osmanische Reich stark betroffen (Beschlagnahme der fast fertigen Schlachtschiffe Reshadije und Sultan Osman I.) und die Aufnahme der Deutschen Mittelmeerdivision und den Eintritt der Osmanen in den Weltkrieg auf Seiten der Mittelmächte vor allem propagandistisch stark unterstützt. Die Briten waren stark daran interessiert, die Situation nicht in gleicher Weise entstehen zu lassen. Den Türken wurde die Ablieferung der Schiffe für 1941 in Aussicht gestellt. Schließlich einigte man sich darauf, dass die beiden bei Denny im Bau befindlichen Schiffe trotz der schwierigen Situation Großbritanniens an die Türkei geliefert würden und dass die Royal Navy die beiden Vickers-Bauten gegen eine Entschädigung übernehmen könnten.

### Indienststellung der „britischen“ Schiffe
Die Royal Navy übernahm die beiden ihr überlassenen Schiffe im ersten Quartal 1942. Die als Muavenet geplante Inconstant kam am 24. Januar 1942 als erstes Schiff in den aktiven Dienst. Nach einem ersten Einsatz im Nordmeer, folgten Einsätze vor Madagaskar, im Mittelmeer, vor Sizilien, bei der Besetzung der Azoren, erneut im Nordmeer und vor der Normandie. Beim Kriegsende in Europa war sie in Plymouth zur U-Boot-Abwehr stationiert.

Das als Gayret geplante Schwesterschiff Ithuriel folgte am 3. März 1943 in den Dienst der Royal Navy und sollte ebenfalls bei der Eastern Fleet zum Einsatz kommen. Sie blieb allerdings in Gibraltar bei der Force H. Am 27. November 1942 erlitt der Zerstörer im Hafen von Bone (heute Annaba) schwere Schäden durch Nahtreffer, die wohl unter dem Schiff explodierten. Um den benötigten Hafen zu nutzen, wurde die Ithuriel herausgeschleppt und vorerst auf Strand gesetzt. Wegen Materialmangels verzögerte sich die provisorische Reparatur, um ein Abschleppen nach Algier zu ermöglichen, bis Ende Februar 1943, wo allerdings eine gründlichere Reparatur auch nicht möglich war. Über einen Aufenthalt von August 1943 bis Juli 1944 in Gibraltar traf das Schiff am 8. August 1944 im Schlepp in Plymouth ein, wo es für nicht mehr reparabel erklärt und umgehend zum Abbruch verkauft wurde.
Am 13. September 1945 begann eine Grundüberholung der verbliebenen Inconstant und Anfang Oktober stimmte die Admiralität der Weitergabe an die Türkei zu. Am 27. Januar 1946 war die Überholung des Schiffes abgeschlossen, das dann unter britischer Flagge ins Mittelmeer lief und am 9. März 1946 in einem feierlichen Akt in Istanbul der Türkischen Marine übergeben wurde und den ursprünglich geplanten Namen Muavanet erhielt.

### Die Schiffe im türkischen Dienst
Die von Denny gebauten Schiffe Demirhisar und Sultanhisar verlegten unter britischen Flagge mit den Kennungen H80 bzw. H87 durch den Atlantik, um das Kap der guten Hoffnung, durch den Indischen Ozean und durch den Suezkanal in die Türkei und kamen 1942 in den Dienst der Türkischen Marine. Bei dem Marsch schlossen sich die Zerstörer britischen Einheiten an, so marschierte die Demirhisar Ende Januar/Anfang Februar von Freetown nach Kapstadt im Konvoi WS 15 mit. 

Neben der nach Dienst in der Royal Navy im März 1946 doch noch gelieferten Muavanet erhielt die Türkei den etwas größeren Zerstörer Oribi aus dem Kriegsbauprogramm der Royal Navy, der weitgehend gleich bewaffnet war. Die Oribi erhielt den vierten ursprünglich geplanten Namen Gayret.
Der Dienst der Schiffe verlief ohne Besonderheiten. Eine grundlegende Modernisierung der Schiffe fand nicht statt. Lediglich die Flugabwehrbewaffnung für den Nahbereich wurde in den frühen 50er Jahren durch den Einbau von sechs 40-mm-L/56-Bofors-Geschützen unter Abgabe von zwei Oerlikons verändert.

### Die Schiffe
| Name                | Bauwerft            | Stapellauf        | Indienststellung            | Verbleib                                          |
| ------------------- | ------------------- | ----------------- | --------------------------- | ------------------------------------------------- |
| Sultanhisar         | Denny Bau-Nr. 1342  | 17. Dezember 1940 | März 1942                   | 1960 zum Abbruch                                  |
| Demirhisar          | Denny Bau-Nr. 1343  | 28. Januar 1941   | März 1942                   | 1960 zum Abbruch                                  |
| Inconstant Muavenet | Vickers Bau-Nr. 747 | 15. Dezember 1940 | 24.01.1942 RN 09.03.1946 Tk | 1960 zum Abbruch                                  |
| Ithuriel Gayret     | Vickers Bau-Nr. 748 | 15. Dezember 1940 | 07.03.1942 RN               | 27. November 1942 Bombenschaden, 1944 zum Abbruch |

Anmerkung: Die Daten über den Bauablauf sind bei den vier Schiffen in vielen Quellen unterschiedlich. 